# خوان انریک بیبس سیسیلیا
خوان انریک بیبس سیسیلیا (انگلیسی: Joan Enric Vives Sicília؛ زادهٔ ۲۴ ژوئیهٔ ۱۹۴۹) اسقف اعظم اورخل و یکی از دو شاهزاده آندورا  است.

## زندگی
خوان انریک بیبس سیسیلیا در سال ۱۹۴۹ در بارسلون زاده شد. او پسر سوم از خانواده فرانسس بیبس آی پونز و کورنلیا سیسیلیا ایبانز بود که از خرده فروشان کوچک بودند.
خوان در سال ۱۹۶۵ وارد زمینهٔ مطالعات علوم انسانی و فلسفه و الهیات شد و در ۲۴ سپتامبر ۱۹۷۴ به عنوان یک کشیش در منطقه بومی خود بارسلون به فعالیت پرداخت. او چند سال بعد در ۵ سپتامبر ۱۹۹۳ توسط کاردینال ریکاردو ماریا کارلس گوردو تقدیس شد و به مقام اسقف دست یافت.
در سال ۲۰۰۱ خوان توسط پاپ ژان پل دوم به عنوان اسقف اورخل در سال ۲۰۰۱ منصوب شد و از آنجا که اورخل در نزدیکی کشورک آندورا در کوه‌های پیرنه قرار داشت، وی به همکاری با خوان مارتی آی آلانیس، شاهزاده این کشور پرداخت و پس از مدتی در سال ۲۰۰۳ پس از بازنشستگی آلانیس، او به عنوان شاهزاده نامزد شده و انتخاب شد.
سرانجام خوان انریک بیبس سیسیلیا در تاریخ ۱۰ ژوئیه ۲۰۰۳ در برابر مردم و قانون اساسی سوگند خورد و   یکی از دو شاهزاده آندورا شد . او در تاریخ ۱۲ مه ۲۰۰۳ رسماً کار خود را آغاز کرد.

## اسقف اعظم
خوان انریک بیبس سیسیلیا در مارس ۲۰۱۰ توسط پاپ بندیکت شانزدهم به مقام اسقف اعظم دست یافت.

## افتخارات خارجی
- پرتغال: صلیب بزرگ فرمان مسیح (۵ مارس ۲۰۱۰).[۱]